# کاران‌باش
کاران‌باش (انگلیسی: Karanbash) یک شهرک در شهرستان بوزدیاکسکی باشقیرستان کشور روسیه است.